# Mirosław Trzeciak
Mirosław Wojciech Trzeciak (ur. 11 kwietnia 1968 w Koszalinie) – polski piłkarz grający na pozycji napastnika lub rozgrywający.
W latach 1991–1999 w reprezentacji Polski rozegrał 22 spotkania międzypaństwowe, zdobywając w nich 8 goli. Był zawodnikiem m.in. Lecha Poznań i ŁKS Łódź. Łącznie zdobył z nimi cztery tytuły mistrza kraju, a w 1997 r. był królem strzelców ekstraklasy. Ponadto grał w klubach Szwajcarii, Izraela i Hiszpanii.

## Sukcesy
- mistrzostwo Polski: 1990, 1992 i 1993, Puchar Polski: 1988 i 1993 oraz Superpuchar Polski: 1990 i 1992 z Lechem Poznań
- mistrzostwo Polski: 1998 z ŁKS Łódź
- Król strzelców polskiej ekstraklasy w sezonie 1996/97 w ŁKS Łódź (strzelił 18. goli w zaledwie 23. spotkaniach, co dało średnią 0,78 bramki na mecz).
- Piłkarz roku 1998 według Piłki Nożnej, Sportu i Tempa.

W Lechu Poznań rozegrał 190 meczów i strzelił 51 goli. W BSC Young Boys rozegrał 12 meczów i strzelił 3 gole. W ŁKS Łódź rozegrał 56 meczów i strzelił 27 goli. W lidze hiszpańskiej rozegrał 50 meczów i strzelił 12 goli.

## Po zakończeniu kariery piłkarskiej
W czasie pobytu na Półwyspie Iberyjskim pracował jako komentator wydarzeń sportowych dla polskiej prasy. Podczas mundialu 2006 zadebiutował w roli komentatora sportowego. Pracował dla telewizji publicznej jako współkomentator w trakcie mistrzostw Europy 2012 i mistrzostw świata 2018. W 2007 r. objął stanowisko dyrektora ds. rozwoju sportowego w Legii Warszawa, wracając do Polski po 8 latach spędzonych w Hiszpanii. W 2008 r. zasłynął wybraniem Mikela Arruabarreny zamiast Roberta Lewandowskiego do kadry Wojskowych. 24 kwietnia 2007 został wiceprezesem zarządu Legii Warszawa (zachowując stanowisko dyrektora ds. rozwoju sportowego). 15 marca 2010 ogłosił rezygnację ze stanowiska dyrektora ds. rozwoju sportowego, a jego dotychczasowe obowiązki powierzono Markowi Jóźwiakowi. Jesienią 2010 r. został zatrudniony w pionie sportowym 4-ligowej hiszpańskiej CD Iruñy, będącej filią Osasuny Pampeluna.